# Euclea polyandra
Euclea polyandra là một loài thực vật có hoa trong họ Thị. Loài này được (L.f.) E.Mey. ex Hiern mô tả khoa học đầu tiên năm 1872.